# Németh Nóra
Németh Nóra (Budapest, 1955. március 26. – n.a.) magyar színésznő.

## Életrajz
A Radnóti Gimnáziumban érettségizett, iskolaévei alatt amatőr színjátszókörben vett részt. 1973-tól a Színház- és Filmművészeti Egyetem hallgatója, diplomáját 1977-ben szerezte. 1977 és 1997 között három színházi társulat (1977-től 1980-ig a Pécsi Nemzeti Színház, 1980-tól 1982-ig a győri Kisfaludy Színház, 1982-től 1997-ig a debreceni Csokonai Színház) tagja. Kritikusa szerint „szerepét olyan finoman és érzékenyen ívelteti egybe, hogy az ember már a hallucinációk világában érzi magát.” 1982-ben családot alapított és gyakorlatilag visszavonult a színészettől.

### Családja
Szülei nyelvtanárok voltak. Három fia van, férje Pályi András író. Nagyapja nővére Szolinszky Olimpia színésznő, édesanyja unokatestvére Latzin Norbert zenész volt.

## Fő szerepei

### Film
- 1975 – A kenguru
- 1976 – A kard
- 1977 – Abigél
- 1979 – Az erőd
- 1979 – Sötét nap

### Színház
- Konsztantyin Trenyov: Gimnazisták. Nemzeti Színház, Pécs (1977)
- Euripidész: A trójai nők. Nemzeti Színház, Pécs (1977)
- Jarosław Abramow-Newerly: Derby a kastélyban. Nemzeti Színház, Pécs (1978)
- Ábrahám Pál: Viktória. Nemzeti Színház, Pécs (1978)
- Déry Tibor: Az óriáscsecsemő. Nemzeti Színház, Pécs (1978)
- Franz Kafka: A per. Nemzeti Színház, Pécs (1979)
- William Shakespeare: Ahogy tetszik. Nemzeti Színház, Pécs (1979)
- Kisfaludy-játék. Kisfaludy Színház, Győr (1980)
- Anton Pavlovics Csehov: Ványa bácsi. Kisfaludy Színház, Győr (1980)
- Emanuel Schikaneder & Mosonyi Alíz: A bűvös fuvola. Kisfaludy Színház, Győr (1981)
- Bohumil Hrabal: Bambini di Praga. Kisfaludy Színház, Győr, (1981)
- Carlo Goldoni: Nyári kalandozások. Kisfaludy Színház, Győr (1982)
- Molnár Ferenc: Egy, kettő, három. Csokonai Színház, Debrecen (1982)
- William Shakespeare: Lear király. Csokonai Színház, Debrecen (1982)
- Carlo Goldoni: Két úr szolgája. Csokonai Színház, Debrecen (1984)
- Vörösmarty Mihály: Csongor és Tünde. Csokonai Színház, Debrecen (1986)